# Panama (canción)
Panama es un sencillo del grupo de rock Van Halen perteneciente a su disco 1984.

## Descripción
A pesar de contar con una letra de aparente contenido sexual, David Lee Roth explicó en una entrevista para Howard Stern que en realidad la canción está inspirada en un coche al que Roth vio correr en Las Vegas cuyo nombre era "Panama Express". "Panama" era también el nombre del coche personal de Roth, un Opel Kadett que se puede ver en su vídeo de "SHOOBop". Al parecer, Roth se vio impulsado a escribir el tema cuando un crítico musical le acusó de que sólo sabía escribir sobre fiestas, chicas y coches rápidos. Entonces se dio cuenta de que nunca había escrito una canción sobre coches, de manera que se puso a escribir "Panama".
Como curiosidad, durante la canción se puede oír el sonido de un coche acelerando: se trata del Lamborghini Miura de Eddie Van Halen. El sonido se grabó metiendo el coche en el propio estudio de grabación y colocando unos micrófonos junto al escape.

## Músicos
- David Lee Roth: Voz
- Eddie Van Halen: Guitarras, coros
- Alex Van Halen: Batería
- Michael Anthony: Bajo, coros